# Andreas Heimer Hansen
Andreas Heimer Hansen (født 10. december 1997) er en dansk fodboldspiller som spiller for B.93 som midtbane.
Andreas Heimer kom til Silkeborg på den næstsidste dag i transfervinduet i januar 2019. Heimer blev købt i Thisted FC, som midtbanespilleren havde optrådt for i et års tid.